# Evania platensis
Evania platensis är en stekelart som beskrevs av Juan Brèthes 1913. Evania platensis ingår i släktet Evania och familjen hungersteklar. Inga underarter finns listade i Catalogue of Life.